# Broome (Worcestershire)
Broome – wieś w Anglii, w hrabstwie Worcestershire, w dystrykcie Wyre Forest. Leży 25 km na północ od miasta Worcester i 171 km na północny zachód od Londynu. Miejscowość liczy 338 mieszkańców.